# Jovanka Stanojević
Jovanka Stanojević cyr. Јованка Станојевић (ur. 11 czerwca 1979 w Belgradzie) – serbska malarka.

## Życiorys
Ukończyła studia w Akademii Sztuk Pięknych w Belgradzie, uzyskując w 2009 stopień magistra sztuki w zakresie rysunku. W latach 2008–2015 pracowała w jednej z prywatnych uczelni artystycznych. Od 2015 pracuje jako wykładowca w Akademii Sztuk Pięknych w Trebinju (Bośnia i Hercegowina).
Pierwszą indywidualną wystawę dzieł artystki otwarto w 2002 w Belgradzie. Do 2017 zorganizowano dwanaście wystaw indywidualnych, prezentujących dzieła artystki - w Serbii, Grecji i we Włoszech. Prace Stanojević prezentowano także na wystawach zbiorowych w Niemczech, Austrii, Hiszpanii i w Szwajcarii. Twórczość artystki była wielokrotnie nagradzana - dwukrotnie niemiecką nagrodą NordArt (2013, 2014), a także nagrodą Milana Konjovicia i nagrodą Fundacji Vladimira Velićkovicia.

## Twórczość
Większość dzieł artystki powstała w stylu realistycznym. Autorka poświęca sporo uwagi przedstawianiu różnych aspektów życia codziennego, które nie przykuwają uwagi mediów. W dorobku artystycznym Stanojević szczególną rolę odgrywają wielkoformatowe portrety. Prace artystki znajdują się w kolekcjach w Serbii, Niemczech, USA, Szwajcarii, Grecji, we Włoszech i w Danii.

## Nagrody i wyróżnienia
- 2004: Nagroda Risty i Bety Vukanović
- 2006: Nagroda Stowarzyszenia Artystów Serbii (ULUS) dla wyróżniających się nowych członków Stowarzyszenia
- 2007: Nagroda Fundacji Iliji Kolaraca za najlepszą wystawę indywidualną sezonu 2006/2007
- 2013: Nagroda NordArt 2013 - Kunstwerk Carlshütte (Niemcy)
- 2014: Nagroda NordArt 2014 - Kunstwerk Carlshütte (Niemcy)
- 2016: I Nagroda Fundacji Vladimira Velickovicia
- 2018: Nagroda Milana Konjovicia (Sombor)